# Jean-Claude Martinez
Jean-Claude Martinez (Sète, 30 luglio 1945) è un giurista e politico francese.

## Biografia
Professore all'Università di Parigi II, è specialista in diritto tributario.
Esponente del Fronte Nazionale, di cui è stato vicepresidente dal 1985 al 2008, è approdato all'Assemblea nazionale in occasione delle legislative del 1986 (svoltesi mediante sistema proporzionale). Termina l'incarico nel 1988, non venendo rieletto nelle successive tornate elettorali, svoltesi con il maggioritario.
Alle europee del 1989 è stato eletto al Parlamento europeo, ove si è confermato alle elezioni del 1994, del 1999 e del 2004. Martinez è rimasto europarlamentale fino al 2009.
Nel 2008 ha lasciato il Fronte Nazionale per fondare il movimento politico «La Casa della Vita e delle Libertà» (La maison de la vie et des libertés). In vista delle europee del 2009 ha concluso un accordo elettorale col Partito della Francia, che tuttavia non ha ottenuto alcun seggio; alle regionali del 2010 si è presentato nella regione di Linguadoca-Rossiglione, fermandosi poi allo 0,8% dei voti.
Ricandidatosi alle successive elezioni legislative del 2012 e del 2017, non ha ottenuto risultati significativi.

## Opere principali
- Mohammed VI, le Roi stabilisateur, Ed. Jean-Cyrille Godefroy, 2015
- Demain 2021, con  Jean-Pierre Thiollet, Ed. Godefroy de Bouillon, 2004
- La faucille ou le McDo, Lettres du Monde, 2003
- La piste américaine, Lettres du Monde, 2002
- L'Europe folle, Presses bretonnes, 1996
- La fraude fiscale, "Que sais-je", Presses universitaires de France, 1990
- L'impôt sur le revenu en question, Litec, 1989
- Lettre ouverte aux contribuables, Albin Michel, 1985